# Erster Vereinigter Landtag

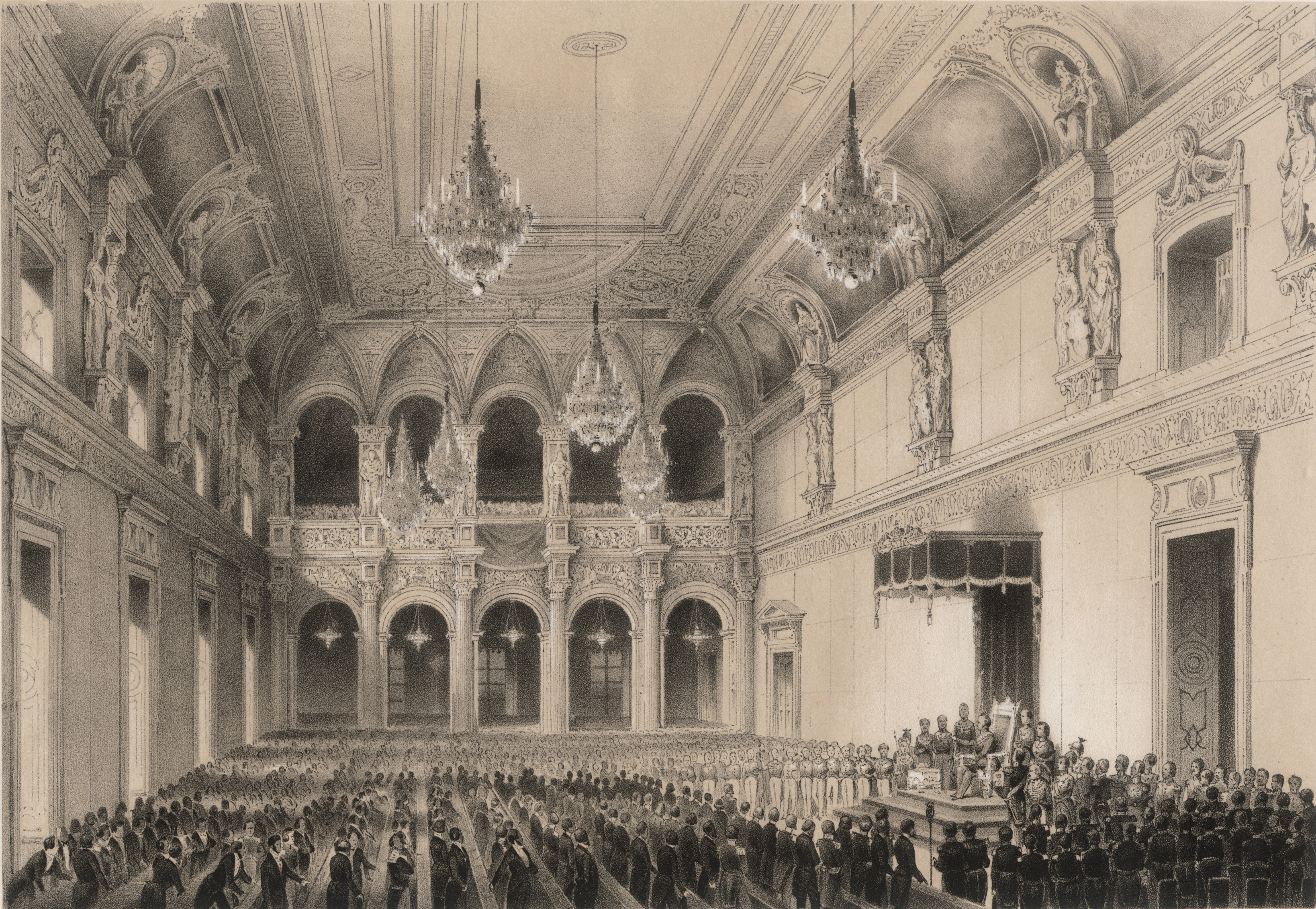
Eröffnung des ersten Vereinigten Landtags im Weißen Saal des Berliner Schlosses: König Friedrich Wilhelm IV. hat auf dem Thron Platz genommen und die Abgeordneten haben sich ihm zu Ehren erhoben. Zeitgenössische Lithografie von K. C. F. G. Loeillot.

Der Erste Vereinigte Landtag war eine vom preußischen König Friedrich Wilhelm IV. 1847 einberufene Vollversammlung der Provinzialstände aller acht Provinzen seines Reiches. Obwohl der Vereinigte Landtag die preußische Verfassungsfrage (ständische Gesetzgebung vom 3. Februar 1847) nicht lösen konnte, war er für die Vorgeschichte der Revolution von 1848 in Preußen und in Deutschland insgesamt von erheblicher Bedeutung. Der Landtag stellte wichtige Weichen für das spätere Parteienwesen in Preußen. Mit der preußischen Nationalversammlung und danach dem preußischen Landtag wurde diese ständische Körperschaft nach 1848 obsolet.

## Vorgeschichte

### Die preußische Verfassungsfrage unter Friedrich Wilhelm III.
In der nachnapoleonischen Zeit nahmen abgesehen von Preußen und Österreich alle Staaten des Deutschen Bundes eine Verfassung an. Durch die Säkularisation kirchlicher und Mediatisierung weltlicher Fürstentümer in napoleonischer Zeit waren die Regierungen daran interessiert, die neuen Territorien in ihre vergrößerten deutschen Staaten zu integrieren. Indem den Bürgern, eingeschränkt über Verfassungen und Parlamente, eine politische Mitsprache zugestanden wurde, sollten ihre konfessionellen und regionalen Widerstände überwunden werden.
In Preußen bestand die Verfassungsproblematik konkret seit dem Wiener Kongress. Laut der dort verabschiedeten Bundesakte hatten die Einzelstaaten des Deutschen Bundes nach Artikel XIII eine „landständische Verfassung“ zu gewähren. Zwar hatte schon der preußische Staatskanzler Karl August von Hardenberg König Friedrich Wilhelm III. dazu gedrängt, eine konservative Verfassung und ein repräsentatives Parlament einzuführen, doch war dies auf den erbitterten Widerstand einer konservativen Gruppe innerhalb der Regierung getroffen, die sowohl im Staatsrat als auch im Staatsministerium vertreten war. Die Verfassungsversprechen Friedrich Wilhelms III. in den Jahren 1810, 1812, 1813, 1815, 1820 und 1821 waren somit bloße Makulatur geblieben. In Preußen gab es bis 1848 keine Verfassung und keine gesamtstaatliche Repräsentation.
Nur auf Ebene der Provinzen wurden seit 1823 die auf ständischer Grundlage zusammengesetzten Provinziallandtage eingerichtet. Allerdings sah das Preußisches Staatsschuldengesetz vom 17. Januar 1820 vor, dass die Regierung nur dann neue Schulden aufnehmen durfte, wenn diese von den „Reichsständen“ mit garantiert würden. Das Gesetz ging auf den preußischen Staatskanzler Karl August von Hardenberg zurück. Mit dem Gesetz platzierte Hardenberg in den Worten von Christopher Clark eine „Zeitbombe“, die die Regierung langfristig zu Verfassungsreformen zwingen würde. In den 1820er und 1830er Jahren spielte das Staatsschuldengesetz noch keine Rolle, da der Staat große Kreditaufnahmen vermied.

### Die preußische Verfassungsfrage unter Friedrich Wilhelm IV.

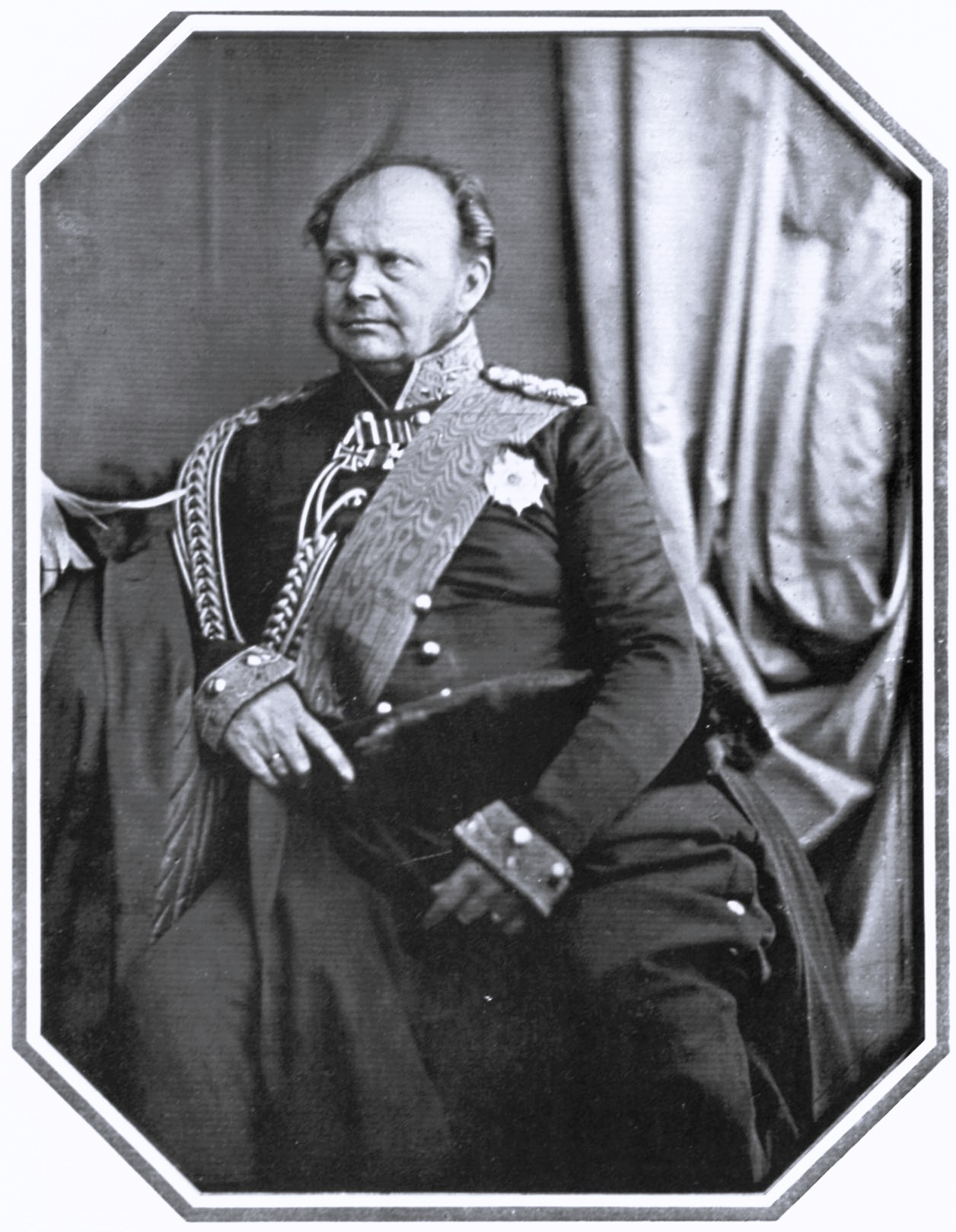
König Friedrich Wilhelm IV. von Preußen, Porträtaufnahme von Hermann Biow, Daguerreotypie von 1847

Mit der zunehmenden Ausbreitung des Eisenbahnnetzes in Preußen erkannten Regierung und Militär jedoch ein immenses militärisches und wirtschaftliches Potenzial, das staatlich gefördert werden sollte. Das staatliche Engagement im Eisenbahnbau, das nicht zuletzt das Ziel hatte, das zersplitterte Staatsgebiet Preußens zu vereinigen, führte in den 1840er Jahren zu einem stark steigenden Finanzbedarf der Regierung. Um die gesetzliche Bestimmung zur Einberufung eines Parlaments zu umgehen, ließ König Friedrich Wilhelm IV. im Oktober 1842 einen „ständischen Ausschuss“, bestehend aus je zwölf Delegierten der Provinziallandtage, zur gemeinsamen Beratung nach Berlin einberufen. Während der Verhandlungen über die für den Bau der Eisenbahnlinie zwischen Berlin und Königsberg notwendigen Staatsanleihen machten die vereinigten ständischen Ausschüsse darauf aufmerksam, dass es für deren Aufnahme der Zustimmung eines Gesamtlandtages bedürfe. Als Folge dieser Forderung ließ Friedrich Wilhelm die Versammlung am 10. November 1842 wieder auflösen.
Erst im Dezember 1844 unternahm Friedrich Wilhelm IV. einen erneuten Versuch, die preußische Verfassungsfrage in seinem Sinne durch eine ständestaatliche Organisationsform zu lösen. Er beschloss, innerhalb von drei Jahren alle Vertreter der Provinziallandtage nach Berlin zu berufen. Als Monarch war er bereit, dem Vereinigten Landtag das Recht zu geben, über die Finanzierung von Bahn, Kanälen und Straßen zu diskutieren. Ohne ihre Zustimmung wollte er darauf verzichten, neue Steuern erheben oder Darlehen aufnehmen zu können. Damit sah der König das politische Mitspracherecht des künftigen Landtages als erschöpft an. Die Macht des Monarchen sollte der Landtag nicht einschränken, sondern im Gegenteil durch den Wegfall konstitutioneller Forderungen sogar wieder stärken.
Die Pläne des Königs lösten innerhalb der preußischen Regierung hitzige Debatten über ihre Durchführbarkeit aus. Wegen Unstimmigkeiten mit dem König hinsichtlich des Vereinigten Landtages trat im Frühsommer 1845 der preußische Innenminister Adolf Heinrich von Arnim-Boitzenburg zurück. Selbst Wilhelm, der als Nachfolger vorgesehene Prinz von Preußen, lehnte das ständische Projekt ab. Unter Berufung auf das Testament Friedrich Wilhelms III. behauptete er, dass der Vereinigte Landtag nicht ohne die Zustimmung aller königlichen Prinzen einberufen werden könne. In einem Briefwechsel drohte Wilhelm dem König damit, seine „ganze Stellung im Staatsleben niederzulegen, wenn es notwendig wäre“. Der Prinz von Preußen handelte derart entschieden, weil er befürchtete, dass die Vorrechte der Krone an eine parlamentsähnliche Korporation verloren gingen, wenn er den Thron erbe. Obwohl Wilhelm Unterstützung in militärischen und adeligen Kreisen fand, konnte er das Vorhaben Friedrich Wilhelms nicht aufhalten, sodass er im März 1846 seinen Widerstand einstellte.
Letztlich führte der steigende Finanzbedarf des Staates zu dem königlichen Patent die ständischen Einrichtungen betreffend vom 3. Februar 1847. Die Versammlung sollte eine Anleihe in Höhe von 25 Millionen Talern bewilligen, mit der der Bau einer Eisenbahnstrecke von Berlin nach Königsberg finanziert werden sollte, der sogenannten Ostbahn. Das Patent vom 3. Februar 1847 bekräftigte noch einmal die Vorstellung des Königs, dass er Landtage immer nur dann berufen wolle, wenn seine Regierung Steuererhöhungen und Darlehen benötige. Am 8. Februar 1847 ließ der König verkünden, dass die Versammlung am 11. April im Berliner Schloss zusammenkommen solle. Das Patent und seine Verordnungen wurden schon bald Gegenstand öffentlicher Diskussion, da vielen Kritikern die Ankündigungen nicht weit genug gingen. Einige plädierten für einen Boykott des neu gebildeten Vereinigten Landtages. Schließlich setzte sich aber die pragmatische Linie der rheinischen Provinziallandtagsabgeordneten durch, die davon ausging, dass man während der Verhandlungen den Landtag von innen heraus zu einem echten Parlament fortentwickeln könne. Ein Teil der Öffentlichkeit war jedoch davon überzeugt, dass Friedrich Wilhelm IV. ihnen tatsächlich eine Charte constitutionnelle nach französischem Vorbild anbieten wollte. Aus diesem Grund sollte sich der König bereits bei seiner Eröffnungsrede dazu veranlasst sehen, derartige Missverständnisse und Fehleinschätzungen aufzuklären.

## Verhandlungen

### Situation in Berlin
Schon Wochen vor der Eröffnung des Vereinigten Landtages waren die Vertreter der preußischen Provinzen nach Berlin gereist. Trotz des Trubels stand die Berliner Bevölkerung dem Ereignis gleichgültig und teilweise sogar feindselig gegenüber. Der lange Winter und die damit verbundene Missernte im vorherigen Jahr 1846 hatte in der Stadt eine Verknappung der Lebensmittel zur Folge. Gleichzeitig zu den Verhandlungen des Vereinigten Landtages im Berliner Schloss sollte auf den Straßen Berlins eine Hungerrevolte, die sogenannte Kartoffelrevolution, ausbrechen. Anlässlich der Eröffnung des Vereinigten Landtages am 11. April 1847 verkauften die Berliner sogenannte „Verfassungs-Pfandkuchen“, die innen hohl waren. Nur etwa tausend Schaulustige sahen trotz der „fast noch winterlichen Temperaturen“ zu, wie die Delegierten in ihren Kutschen vom Dom zum Stadtschloss fuhren, um die Eröffnungsrede Friedrich Wilhelms IV. zu hören.

### Die Eröffnungsrede Friedrich Wilhelms IV.
Die Eröffnung des Vereinigten Landtages am 11. April 1847 geschah im Weißen Saal, dem größten des Berliner Schlosses. 613 Abgeordnete, streng gegliedert nach Ständen und Provinzen, füllten den Saal. Friedrich Wilhelm IV., sitzend auf einem Thron unterhalb eines Baldachins, begann mit einer halbstündigen, frei und laut vorgetragenen Rede, in der er argumentierte, dass die „exponierte geographische Lage“ zwischen anderen europäischen Großmächten und die Geschichte Preußens jegliche geschriebene Verfassung verbieten würden. Preußen könne, so Friedrich Wilhelm IV., nur militärisch und politisch überleben, wenn es von „einem Willen geführt“ werde. Eine parlamentarische Lösung, so wird im folgenden Wortlaut deutlich, widersprach seinem gesellschaftlichen Konzept, in dem Fürst und Volk in natürlicher Eintracht und im Bewusstsein ihrer jeweiligen durch Geburt zugeteilten Rechte und Pflichten miteinander leben würden:

„Es drängt mich zu einer feierlichen Erklärung: dass es keiner Macht der Erde jemals gelingen soll, Mich zu bewegen, das natürliche, gerade bei uns durch seine innere Wahrheit so mächtig machende Verhältniß zwischen Fürst und Volk in ein conventionelles, constitutionelles zu wandeln, und dass ich es nun und nimmermehr zugeben werde, dass sich zwischen unseren Herr Gott im Himmel und dieses Land ein beschriebenes Blatt (gemeint: eine geschriebene Verfassung) gleichsam als zweite Vorsehung eindränge, um uns mit seinen Paragraphen zu regieren und durch sie die alte, heilige Treue zu ersetzen.“

Über die Rolle der Abgeordneten äußerte sich der Monarch folgendermaßen:

„Das aber ist ihr Beruf nicht: Meinungen zu repräsentieren, Zeit- und Schulmeinungen zur Geltung bringen zu wollen. Das ist völlig undeutsch und obendrein völlig unpraktisch (…) den es führt nothwendig zu unlösbaren Konflikten mit der Krone, welche nach dem Gesetze Gottes und des Landes und nach eigener Bestimmung herrschen soll, aber nicht nach dem Willen von Majoritäten (gemeint: Mehrheiten in einem Parlament) regieren kann und darf (…).“

Eine solche politische Mitsprache des Volkes fasste der König als Einschränkung seiner auf dem Gottesgnadentum beruhenden Autorität auf.

### Parlamentarische Bestrebungen des Landtages
Der Vereinigte Landtag setzte sich aus zwei Kurien zusammen: Die „Herrenkurie“ repräsentierte mit 72 Abgeordneten die Interessen der Fürsten und Standesherren (die Prinzen der Königsfamilie nicht mitgerechnet). In der „Kurie der drei Stände“ waren der Landadel, städtische Grundbesitzer und Großbauern mit 537 Abgeordneten vertreten. 70 Hochadelige, 237 Ritter, 182 Stadtvertreter und 124 Bauernrepräsentanten gehörten der Versammlung an. Beamtentum und Bildungsbürgertum, die in den Verfassungsstaaten des Deutschen Bundes eine dominierende Rolle spielten, waren nicht vertreten.
Dessen ungeachtet sahen sich die Abgeordneten in ihrer Mehrheit nicht als ständisch, sondern als Repräsentanten des preußischen Volkes an. Am 20. April 1847 richtete der Landtag eine Adresse an den König. In dem Dokument forderten die Abgeordneten eine regelmäßige Einberufung. Gesetze sollten nur noch mit Zustimmung des Vereinigten Landtages in Kraft treten. Ständische Diskriminierungen sollten beseitigt und die Bürger rechtlichen Schutz vor willkürlichen Maßnahmen des Staatsapparates zugesichert bekommen. Ohne die Erfüllung dieser Forderungen sah sich der Landtag zur Verweigerung der Ausgabenpläne gezwungen. Der Vereinigte Landtag entwickelte sich in den Worten des Historikers David E. Barclay zu „einer Nationalversammlung in Kinderschuhen“. Zum ersten Mal erhielten liberale Lokalpolitiker die Gelegenheit, Fragen zu diskutieren, die den preußischen Staat als Ganzes betrafen. Auf diese Weise wurden in Preußen frühe Voraussetzungen für die spätere Entstehung der Parteienlandschaft geschaffen. Die Veröffentlichung der „Wortprotokolle mit Zuordnung der Rednernamen“ und der Abstimmungsergebnisse begünstigten eine Politisierung der Bevölkerung, auch wenn Zuschauer nicht zugelassen waren. Die bedeutendsten Oppositionsführer des Vereinigten Landtages erreichten in Berlin eine große Popularität. Der Schriftsteller Adolf Streckfuß beklagte sich darüber, dass „die Reden Vinckes, Camphausens, Beckeraths und der übrigen Mitglieder der Opposition“ bereits „in jedem Bierhaus“ zu hören seien.

### Scheitern der Verhandlungen
Je länger sich die Verhandlungen hinzogen, desto mehr begann Friedrich Wilhelm IV. das Interesse an dem Vereinigten Landtag zu verlieren. Über die Sitzungen ließ er sich häufig nur noch berichten, nahm aber nicht mehr selbst daran teil. Er erklärte nur, keine inhaltliche Abweichung seines Patentes vom 3. Februar 1847 hinnehmen zu wollen. Er sei lediglich bereit, den Landtag in 4 Jahren nochmals einzuberufen. Weitere Zugeständnisse machte der König jedoch nicht, weshalb der Bau der Ostbahn vom Landtag am 8. Juni 1847 mit 363 zu 179 Stimmen abgelehnt wurde. Zwar hegte die Industrie im Westen und die Landwirtschaft im Osten großes Interesse an der Verkehrsverbindung, aber noch wichtiger war den Abgeordneten die Parlamentarisierung Preußens. Am 26. Juni 1847 löste Friedrich Wilhelm schließlich den Landtag auf.

## Folgen
Der erste Vereinigte Landtag hatte die preußische Verfassungsfrage nicht lösen können. Der rheinische Abgeordnete Ludolf Camphausen zog daher im Januar 1848 folgende Bilanz:

„Ein Wort hätte hingereicht, den Verfassungsstreit in Preußen auf immer zu beendigen; es ist nicht gesprochen worden, die Folgen müssen getragen werden; die Geschichte aber wird richten zwischen der Regierung und uns.“

Mit dem Ausgang des Ersten Vereinigten Landtages verlor die Regierung nicht nur an fiskalpolitischer Handlungsfähigkeit, sondern stärkte zusätzlich noch Zweifel an der Legitimität der bestehenden Staatsordnung. Zensur, polizeiliche Übergriffe und die soziale Not trugen ihrerseits dazu bei, dass Preußen in ein vorrevolutionäres Stadium geriet. Durch die fehlende Möglichkeit, Anleihen herauszugeben, „finanzierte Preußen bis 1850 nur ein Zehntel seines Eisenbahnnetzes aus öffentlichen Mitteln, die anderen Staaten [mit einer Verfassung] dagegen sieben Zehntel.“
Nach dem Beginn der Revolution 1848 rief Friedrich Wilhelm den Zweiten Vereinigten Landtag im April 1848 zusammen, um der Forderung nach einer allgemeinen Volksvertretung zuvorzukommen. Der Zweite Vereinigte Landtag beschloss die Einberufung einer verfassungsgebenden Nationalversammlung und das entsprechende Wahlgesetz. Das Gesetz enthielt auf Initiative Georg von Vinckes die Vereinbarungsklausel. Sie legte fest, dass die Nationalversammlung die künftige Verfassung „durch Vereinbarung mit der Krone“ festzulegen habe, also nicht aus eigenem Recht, sondern in Übereinstimmung mit der dazu gleichberechtigten Krone. Zwar erzwangen die gegenrevolutionären Kräfte der königlichen Regierung am 5. Dezember 1848 zunächst die Auflösung des Landtages, setzten dafür aber zugleich eine Verfassung von Königs Gnaden ein. Diese Verfassung, die in der Folgezeit noch in zahlreichen Punkten zu Gunsten des Monarchen verändert wurde, trat schließlich am 31. Januar 1850 in Kraft und blieb es bis 1918. Preußen hatte sich damit langfristig zu einer konstitutionellen Monarchie entwickelt, in der das Parlament durchaus großen Einfluss auf die Öffentlichkeit nehmen konnte.